# ГЕС Đại Ninh
ГЕС Đại Ninh — гідроелектростанція у південній частині В'єтнаму. Знаходячись перед ГЕС Bắc Bình (33 МВт), становить верхній ступінь дериваційного гідровузла, який використовує ресурс зі сточища річки Đa Nhim, лівого витоку Донг-Най (дренує західний схил прибережного вододільного хребта та на околиці Хошиміна зливається з річкою Сайгон, після чого під назвою Soài Rạp прямує до Південно-Китайського моря).
Водосховище станції облаштували на Đa Nhim між ГЕС Đa Nhim (вище по течії) та порогами Pongour Falls, одразу по завершенні яких Đa Nhim зливається з Да-Данг і далі під назвою Донг-Най прямує через малу ГЕС Да-Данг 3 до водосховища ГЕС Донг-Най 2. В межах проекту Đại Ninh звели дві земляні греблі із глиняним ядром на Đa Nhim та її лівій притоці Đa Queyon. Перша має висоту 56 метрів та довжину 430 метрів, тоді як друга 58 метрів і 1748 метрів відповідно. Товщина обох споруд по гребеню становить 8 метрів. Разом з чотирма допоміжними дамбами висотою від 17 до 34 метрів та довжиною від 185 до 2096 метрів вони утворили два водосховища, з'єднані в єдиний резервуар за допомогою каналу довжиною 2,5 км з шириною по дну 22 метри. Площа поверхні цієї водойми сягає 18,9 км2, а об'єм 320 млн м3. З урахуванням припустимого коливання рівня поверхні в операційному режимі між позначками 860 та 880 метрів НРМ це забезпечує корисний об'єм на рівні 252 млн м3 (в тому числі Đa Nhim — 67 млн м3, Da Queyon — 185 млн м3).
Зі сховища на південь прокладено дериваційний тунель довжиною 11,3 км з діаметром 4,5 метра, який проходить під водорозділом зі сточищем річки Song Luy (має устя за 210 км на північний схід від згаданої вище Soài Rạp, через яку природним шляхом дренувалась вода з Đa Nhim). На завершальному етапі тунель сполучений із запобіжною балансувальною камерою висотою 130 метрів зі змінним діаметром окремих частин — 3,5 метра у нижній секції, 10 метрів в центральній та 28 метрів у верхній. Далі ресурс прямує до машинного залу через напірний водовід довжиною 1,8 км з діаметром від 3,3 до 3,2 метра, який наприкінці розгалужується на дві гілки діаметром по 2,25 метра.
Наземний машинний зал обладнали двома турбінами типу Пелтон потужністю по 153 МВт, які при напорі від 603 до 670 метрів забезпечують виробництво 1178 млн кВт-год електроенергії на рік.
Відпрацьована вода потрапляє до відвідного тунелю довжиною 0,6 км, котрий завершується у водосховищі нижньої станції дериваційного каскаду — ГЕС Bắc Bình.
Видача продукції відбувається по ЛЕП, розрахованій на роботу під напругою 220 кВ.